# 50 anni in rosa
50 anni in rosa (The Hot Flashes) è un film del 2013 diretto da Susan Seidelman

## Trama
Un gruppo improbabile di non apprezzate donne di mezza età, tutte ex studentesse e campionesse dello stesso liceo del Texas, decide di formare una squadra di basket. Lo scopo è quello di sfidare le attuali arroganti studentesse del liceo, campionesse di stato, in una partita utile a raccogliere fondi per la prevenzione del cancro al seno. Con esiti al di là di ogni più rosea aspettativa, il successo della squadra finirà per attirare l'attenzione dei media nazionali e far acquisire una nuova prospettiva di vita alle sue componenti.